# Septoriose

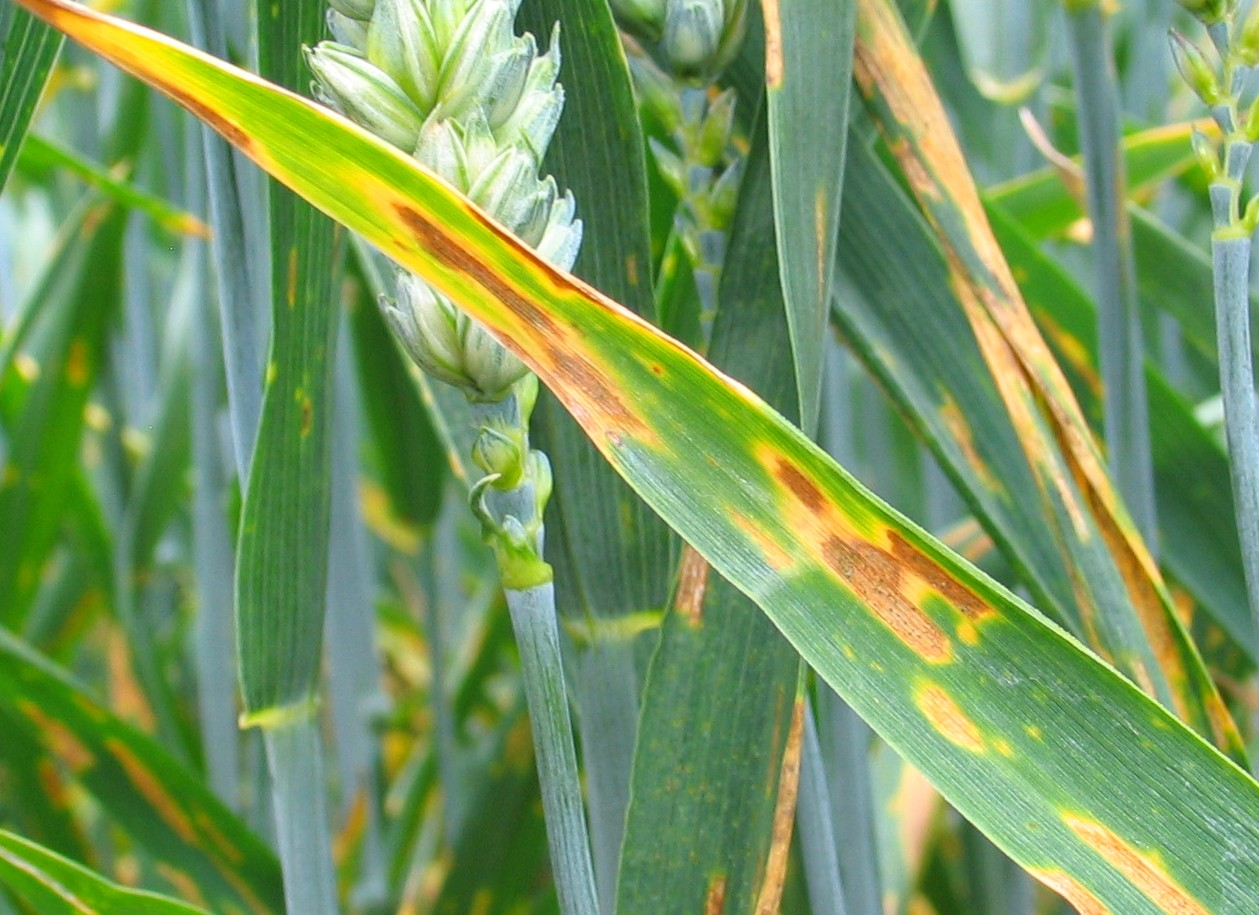
Symptômes de septoriose du blé dus à Mycosphaerella graminicola.

Les septorioses sont des maladies fongiques des végétaux engendrées par diverses espèces de champignons de la famille des Mycosphaerellaceae, en particulier du genre Septoria. Ces maladies, qui touchent un très grand nombre de plantes hôtes, se caractérisent notamment par des taches sur les feuilles et les fruits et des chancres de la tige. 
La principale maladie de ce type, sur le plan économique, est la septoriose du blé, qui affecte le blé et d'autres espèces du genre Triticum et se rencontre dans toutes les zones de culture du blé à travers le monde. Due  principalement à Septoria tritici et Septoria nodorum, elle peut causer des pertes de rendement de plus de 40 %. Les épidémies peuvent être très dommageables du fait de leur développement exponentiel.

## Principales formes de septorioses
Selon EPPO Plant Protection Thesaurus (OEPP) :
- septoriose de la carotte (Septoria dauci),
- septoriose de la laitue (Septoria lactucae),
- septoriose de la marguerite (Septoria leucanthemi),
- septoriose de l'anthurium (Septoria anthurii),
- septoriose de la patate douce (Septoria bataticola),
- septoriose de la pivoine (Septoria paeoniae),
- septoriose de la tomate (Septoria lycopersici),
- septoriose de l'avoine (Phaeosphaeria avenaria),
- septoriose de l'azalée (Septoria azaleae),
- septoriose de l'hortensia (Septoria hydrangeae),
- septoriose de l'orge (Zymoseptoria passerinii et Phaeosphaeria avenaria f. sp. triticea ),
- septoriose des ronces (Sphaerulina rubi),
- septoriose du blé (Phaeosphaeria nodorum et Mycosphaerella graminicola),
- septoriose du céleri (Septoria apiicola),
- septoriose du chanvre (Didymella arcuata),
- septoriose du chrysanthème (Septoria chrysanthemella et Septoria adanensis),
- septoriose du framboisier (Sphaerulina rubi),
- septoriose du glaïeul (Septoria gladioli),
- septoriose du groseillier (Mycosphaerella ribis),
- septoriose du persil (Septoria petroselini),
- septoriose du phlox (Septoria phlogis),
- septoriose du poirier (Mycosphaerella pyri),
- septoriose du pois (Septoria pisi),
- septoriose du rosier (Sphaerulina rehmiana),
- septoriose du seigle (Septoria secalis),
- septoriose du soja (Septoria glycines),
- septoriose du tournesol (Septoria helianthi).